# Архієпископський хрест
Архиєпископський хрест - двораменний хрест, який використовується або для позначення символу або гідності архієпископа. Подібно до патріаршого хреста, він, як правило, виготовляється як палиця з подвійним хрестом вгорі і дуже довгою рукою, що розширюється вниз.

## Галерея

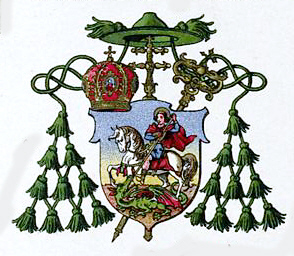
Герб Галицького архієпископа, Львівська архієпархія (1899) містить Архієпископський хрест за щитом
Герб архієпископа-митрополита Святослава (Шевчука) містить Архієпископський хрест за мантією
Герб архієпископа-митрополита Ігоря (Возьняка) містить Архієпископський хрест за мантією
Герб архієпископа-митрополита Володимира (Війтишина) містить Архієпископський хрест за мантією
Герб архієпископа Мечислава Мокшицького містить Архієпископський хрест за щитом
Герб архієпископа Тадеуша Кондрусевича містить Архієпископський хрест за щитом

## Зовнішні посилання
- Дивіться розділ про архієпископський та папський хрест [Архівовано 1 серпня 2020 у Wayback Machine.]